# Điền kinh tại Đại hội Thể thao Đông Nam Á 1985
Điền kinh tại Đại hội Thể thao Đông Nam Á năm 1985 diễn ra từ ngày 11 đến 15 tháng 12 năm 1985 tại Sân vận động Suphachalasai, Bangkok, Thái Lan, trong khuôn khổ SEA Games lần thứ 13 . Đây là bộ môn có nhiều nội dung thi đấu nhất, bao gồm các cự ly chạy ngắn và dài, rào, nhảy cao-nhảy xa, ném tạ, tiếp sức, marathon và đi bộ,…
Đoàn thể thao Thái Lan và Philippines đều giành được 10 huy chương vàng.

## Tóm tắt kết quả

### Nam
| Nội dung                    | Vàng                                                                           | Vàng       | Bạc                                                                                    | Bạc      | Đồng                                                                          | Đồng     |
| --------------------------- | ------------------------------------------------------------------------------ | ---------- | -------------------------------------------------------------------------------------- | -------- | ----------------------------------------------------------------------------- | -------- |
| 100 m                       | Christian Nenepath                                                             | 10.54      | Sumet Promna                                                                           | 10.54    | Prunomo                                                                       | 10.62    |
| 200 m                       | Mohamed Purnomo                                                                | 21.25      | Rabuan Pit                                                                             | 21.33    | Sivaling Govindasamy                                                          | 21.88    |
| 400 m                       | Nordin Mohamed Jadi                                                            | 47.18      | Romeo Gido                                                                             | 47.50    | I. Wayan Budi A.                                                              | 48.03    |
| 800 m                       | Haridas Ramasymy                                                               | 1:49.24    | Chern Srijudanu                                                                        | 1:50.74  | Dominggus Lutrun                                                              | 1:52.04  |
| 1500 m                      | Muthiah Sivalingam                                                             | 3:49.37    | Chern Srijudanu                                                                        | 3:51.37  | Shwe Aung                                                                     | 3:51.73  |
| 5000 m                      | Hector Begeo                                                                   | 14:22.28   | Edwardus Nabunome                                                                      | 14:29.40 | G. Krishnan                                                                   | 14:41.45 |
| 10,000 m                    | Mario Castro                                                                   | 30:51.80   | G. Krishnan                                                                            | 30:58.90 | Dharamann                                                                     | 31:51.90 |
| 110 m vượt rào              | Nasir Mohd Hanafiah                                                            | 14.65      | Prayogo Hero                                                                           | 14.66    | Sunardi Fauzan                                                                | 14.89    |
| 400 m vượt rào              | Leopoldo Arnillo                                                               | 52.20      | Aranyakanont K.                                                                        | 52.53    | Chanont Kenchan                                                               | 53.15    |
| 3000 m vượt chướng ngại vật | Hector Begeo                                                                   | 9:02.25    | Salam Abdul                                                                            | 9:15.92  | Ramakrishnan M.                                                               | 9:17.87  |
| 4 x 100 m tiếp sức          | Indonesia Purnomo · Christian Nenepath · Ernawan Witarsa · Yulius Afaar        | 40.48      | Malaysia Rabuan Pit · Sivaling Govindasamy · Nordin Mohamed Jadi · Nasir Mohd Hanafiah | 41.08    | Philippines Jeremias Marques · Esmelado Punelas · Roel Pelosis · Raul Abangan | 41.82    |
| 4 x 400 m tiếp sức          | Philippines Marlon Pagalilavan · Romeo Gido · Honesto Larce · Isidro del Prado | 3:06.58 NR | Malaysia Joseph Phan · Sambasivam Murugan · Rabuan Pit · Nordin Mohamed Jadi           | 3:09.39  | Indonesia Ahlil · Slamet Widodo · Elieser Watubosi · I. Wayan Budi A.         | 3:10.69  |
| Marathon                    | Ali Sofyan Siregar                                                             | 2.25:52    | Sudarsono Gatot                                                                        | 2.26:45  | Chanpongsri S.                                                                | 2.30:29  |
| 10 km đi bộ                 | Subramania Vellasamy                                                           | 45:27.24   | Apparao                                                                                | 45:28.57 | Myint Lwin                                                                    | 47:06.47 |
| Nhảy xa                     | Nasir Mohd Hanafiah                                                            | 7.59       | Alex Ligtas                                                                            | 7.43     | Marwoto                                                                       | 7.28     |
| Nhảy cao                    | Nairu Lal Ramjit                                                               | 2.07       | Luis Juico                                                                             | 2.07     | Lou Cwee Peng                                                                 | 2.03     |
| Nhảy ba bước                | Thaveechalermdit S.                                                            | 15.39      | Mochtar                                                                                | 14.93    | Natte Kamwatanaphant                                                          | 14.74    |
| Nhảy sào                    | Soe Myint Aung                                                                 | 4.60       | Wocono Hadi                                                                            | 4.50     | Chan Chin Wah Ng Kean Mun                                                     | 4.45     |
| Đẩy tạ                      | Bancha Supanroj                                                                | 15.20      | Arjan Singh                                                                            | 14.36    | Vidal Ferraren                                                                | 14.26    |
| Ném đĩa                     | Adul Kerdsri                                                                   | 46.48      | Surichai Puthisen                                                                      | 45.42    | Geraldus Balagaise                                                            | 43.70    |
| Ném lao                     | Frans Mahuse                                                                   | 71.60      | Timotius S Ndiken                                                                      | 71.26    | Perch Jordee                                                                  | 70.54    |
| Ném búa                     | Dhaliwal Samreet S.                                                            | 49.04      | Danilo Jarina                                                                          | 48.98    | Darma Budi                                                                    | 45.88    |
| Mười môn phối hợp           | Julius Uwe                                                                     | 6746       | Thavorn Phanreong                                                                      | 6728     | Soe Myint Aung                                                                | 6512     |

### Nữ
| Nội dung           | Vàng                                                                                | Vàng     | Bạc                                                                           | Bạc      | Đồng                                                                     | Đồng         |
| ------------------ | ----------------------------------------------------------------------------------- | -------- | ----------------------------------------------------------------------------- | -------- | ------------------------------------------------------------------------ | ------------ |
| 100 m              | Walapa Tangjitsusorn                                                                | 11.72    | Ratjai Sripet                                                                 | 11.77    | Henny Maspaitella                                                        | 11.88        |
| 200 m              | Ratjai Sripet                                                                       | 24.28    | Rewwadee Srithoa                                                              | 24.30    | Elena Ganosa                                                             | 24.49        |
| 400 m              | Rewwadee Srithao                                                                    | 54.14    | Thin Thin Maw                                                                 | 54.70    | Somsri Chinnook                                                          | 54.90        |
| 800 m              | Sasithorn Chantanuhong                                                              | 2:03.75  | Pranee Boonying                                                               | 2:06.95  | Nenita Dungca                                                            | 2:07.01 (NR) |
| 1500 m             | Sasithorn Chantanuhong                                                              | 4:22.58  | Mar Mar Min                                                                   | 4:22.65  | Khin Khin Htwe                                                           | 4:31.26      |
| 3000 m             | Khin Khin Htwe                                                                      | 9:33.06  | Mar Mar Min                                                                   | 9:37.01  | Maria Aibekop                                                            | 10:27.04     |
| 100 m vượt rào     | Agrifina Dela Cruz                                                                  | 14.09    | Aye Aye Maw                                                                   | 14.47    | Tassanee Plathip                                                         | 14.77        |
| 400 m vượt rào     | Agrifina Dela Croz                                                                  | 59.29    | Martha Lekransy                                                               | 1:00.39  | Wasana Thimwat                                                           | 1:01.01      |
| 4 × 100 m tiếp sức | Thái LanWalapa Tangjitsusorn · Ratjai Sripet · Rewwadee Srithoa · Wanna Popirom     | 45.55    | IndonesiaHenny Maspaitella · Budi Nurani Soekidi · Rosa Erari · Emma Tahapary | 46.46    | Malaysia Mumtaz Jaaffar · Sajarutuldur Hamzah · Anita Ali · Kaur Harbans | 47.80        |
| 4 × 400 m tiếp sức | Thái LanSomsri Chinnook · Walapa Tangjitnusorn · Chantanuhong S. · Rewwadee Srithao | 3:39.18  | IndonesiaRosa Erari · Emma Tahapary · Wahyudi Indah · Martha Lekransy         | 3:43.76  | MyanmarMar Mar Oo · Myint Myint Than · Ma Aung Kyi · Thin Thin Maw       | 3:44.75      |
| Marathon           | Weik Pan                                                                            | 2:57.32  | Tan Siu Chen                                                                  | 3:01.51  | Maria Lawalata                                                           | 3:11.15      |
| 5 km đi bộ         | Ice Magdalena                                                                       | 24:34.10 | Win Win                                                                       | 25:57.59 | Hasiaty                                                                  | 27:18.26     |
| Nhảy xa            | Elma Muros                                                                          | 6.11 m   | Arunee Supaluek                                                               | 5.68 m   | San San Aye                                                              | 5.64 m       |
| Nhảy cao           | San San Aye                                                                         | 1.68 m   | Wong Leh King                                                                 | 1.68 m   | Vannipa Yeepracha                                                        | 1.65 m       |
| Nhảy sào           | Josephina Mahuse                                                                    | 13.68 m  | Jennifer Tinlay                                                               | 13.16 m  | Sathit Peunsen                                                           | 11.83 m      |
| Ném đĩa            | Juliana Effendy                                                                     | 45.98 m  | Jennifer Tinlay                                                               | 43.18 m  | Dorie Cortejo                                                            | 42.96 m      |
| Ném lao            | Erlinda Lavandia                                                                    | 47.96 m  | Pulsap Plupplee                                                               | 45.18 m  | Sathit Peunsen                                                           | 38.54 m      |
| Bảy môn phối hợp   | Nene Gamo                                                                           | 4603     | Wathaporn Somboon                                                             | 3962     | Wong Leh King                                                            | 3866         |

## Bảng huy chương
| Hạng               | Đoàn               | Vàng | Bạc | Đồng | Tổng số |
| ------------------ | ------------------ | ---- | --- | ---- | ------- |
| 1                  | Thái Lan (THA)     | 10   | 12  | 10   | 32      |
| 2                  | Philippines (PHI)  | 10   | 4   | 5    | 19      |
| 3                  | Indonesia (INA)    | 9    | 12  | 12   | 33      |
| 4                  | Malaysia (MAS)     | 8    | 6   | 6    | 20      |
| 5                  | Myanmar (MYA)      | 4    | 7   | 7    | 18      |
| 6                  | Singapore (SIN)    | 0    | 0   | 2    | 2       |
| Tổng số (6 đơn vị) | Tổng số (6 đơn vị) | 41   | 41  | 42   | 124     |